# Ариана (област)
Вижте пояснителната страница за други значения на Ариана.
Ариана (на арабски: ولاية أريانة) е една от 24-те области (вилаети) на Тунис. Разположена е в северната част на страната и има излаз на Средиземно море. Площта на област Ариана е 482 км², а населението е около 420 000 души (2004). Столица на областта е град Ариана.